# Бакыр, Хамза
Мухаммет Хамза Бакыр (тур. Muhammet Hamza Bakır; род. 20 января 2001, Стамбул, Турция) — турецкий борец греко-римского стиля, серебряный призёр чемпионата Европы 2025 года.

## Карьера
Является членом спортивного клуба Анкара АСКИ. 
В мае 2018 года в Скопье выиграл Первенство Европы среди кадетов. В августе 2021 года в Уфе, одолев в полуфинале россиянина Армена Чолокяна, а в финале Сархана Маммадова из Азербайджана, стал победителем Первенства мира среди юниоров. В середине июля 2022 года в Тунисе одержал победу на рейтинговом турнире. В середине марта 2023 года в Бухаресте стал бронзовым призёром чемпионата Европы среди спортсменов до 23 лет. В конце октября 2023 года в Тиране, одолев в финале Михаила Вишневецкого из Украины, стал победителем чемпионата мира среди спортсменов до 23 лет. 
В мае 2024 года в Баку стал бронзовым призёром чемпионата мира U23. В начале июля 2024 года стало известно, что первый номер сборной Турции в тяжёлом весе Рыза Каяалп за нарушение антидопинговых правил, пропустит Олимпийские игры в Париже, вместо него на турнир отправится Хамза Бакыр.
В апреле 2025 года на чемпионате Европы в Братиславе в весовой категории до 130 кг завоевал серебряную медаль. В финальной схватке уступил сопернику из России Сергею Семёнову.

## Личная жизнь
Является выпускником Стамбульского университета Айдын.

## Достижения
- Первенство Европы по борьбе среди кадетов 2018 — ;
- Первенство мира по борьбе среди кадетов 2018 — ;
- Первенство Европы по борьбе среди юниоров 2019 — ;
- Первенство мира по борьбе среди юниоров 2019 — ;
- Первенство Европы по борьбе среди юниоров 2021 — ;
- Первенство мира по борьбе среди юниоров 2021 — ;
- Чемпионат Европы по борьбе среди спортсменов до 23 лет 2023 — ;
- Чемпионат мира по борьбе среди спортсменов до 23 лет 2023 — ;
- Чемпионат мира по борьбе среди спортсменов до 23 лет 2024 — ;
- Чемпионат Европы по борьбе 2025 — ;